# Eleições autárquicas portuguesas de 1993 nos Açores
| Eleições autárquicas portuguesas de 1993 Distritos: Aveiro \| Beja \| Braga \| Bragança \| Castelo Branco \| Coimbra \| Évora \| Faro \| Guarda \| Leiria \| Lisboa \| Portalegre \| Porto \| Santarém \| Setúbal \| Viana do Castelo \| Vila Real \| Viseu \| Açores \| Madeira |

## Resultados por concelho
Os resultados nos concelhos da Região Autónoma dos Açores foram os seguintes:

### Angra do Heroísmo
| Partido                 | Partido                        | Votos  | %               | +/-  | Vereadores | +/-     |
| ----------------------- | ------------------------------ | ------ | --------------- | ---- | ---------- | ------- |
|                         | Partido Social Democrata       | 8 588  | 52,68 / 100,00  | 4,62 | 4 / 7      | 1       |
|                         | PS-CDS-PP                      | 6 763  | 41,49 / 100,00  | -    | 3 / 7      |         |
|                         | Coligação Democrática Unitária | 491    | 3,01 / 100,00   | 0,06 | 0 / 7      | Estável |
| Votos Inválidos         | Votos Inválidos                | 459    | 2,81 / 100,00   | 0,75 |            |         |
| Total                   | Total                          | 16 301 | 100,00 / 100,00 |      | 7 / 7      |         |
| Eleitorado/Participação | Eleitorado/Participação        | 28 854 | 56,49 / 100,00  | 4,96 |            |         |

### Calheta
| Partido                 | Partido                  | Votos | %               | +/-   | Vereadores | +/- |
| ----------------------- | ------------------------ | ----- | --------------- | ----- | ---------- | --- |
|                         | Partido Social Democrata | 1 939 | 80,36 / 100,00  | 20,53 | 4 / 5      | 1   |
|                         | Partido Socialista       | 389   | 16,12 / 100,00  | 15,11 | 1 / 5      | 1   |
| Votos Inválidos         | Votos Inválidos          | 85    | 3,52 / 100,00   | 0,68  |            |     |
| Total                   | Total                    | 2 413 | 100,00 / 100,00 |       | 5 / 5      |     |
| Eleitorado/Participação | Eleitorado/Participação  | 3 646 | 66,18 / 100,00  | 2,21  |            |     |

### Corvo
| Partido                 | Partido                  | Votos | %               | +/-  | Vereadores | +/-  |
| ----------------------- | ------------------------ | ----- | --------------- | ---- | ---------- | ---- |
|                         | Partido Social Democrata | 126   | 54,78 / 100,00  | 6,57 | 3 / 5      | 1    |
|                         | PS-PCP-PEV               | 95    | 41,30 / 100,00  | Novo | 2 / 5      | Novo |
| Votos Inválidos         | Votos Inválidos          | 9     | 3,91 / 100,00   | 2,71 |            |      |
| Total                   | Total                    | 230   | 100,00 / 100,00 |      | 5 / 5      |      |
| Eleitorado/Participação | Eleitorado/Participação  | 294   | 78,23 / 100,00  | 7,14 |            |      |

### Horta
| Partido                 | Partido                        | Votos  | %               | +/-  | Vereadores | +/-     |
| ----------------------- | ------------------------------ | ------ | --------------- | ---- | ---------- | ------- |
|                         | Partido Socialista             | 4 141  | 51,54 / 100,00  | 6,58 | 4 / 7      | Estável |
|                         | Partido Social Democrata       | 3 065  | 38,15 / 100,00  | 5,09 | 3 / 7      | Estável |
|                         | Coligação Democrática Unitária | 467    | 5,81 / 100,00   | 1,38 | 0 / 7      | Estável |
|                         | Partido Popular                | 196    | 2,44 / 100,00   | 2,71 | 0 / 7      | Estável |
| Votos Inválidos         | Votos Inválidos                | 166    | 2,07 / 100,00   | 0,16 |            |         |
| Total                   | Total                          | 8 035  | 100,00 / 100,00 |      | 7 / 7      |         |
| Eleitorado/Participação | Eleitorado/Participação        | 11 677 | 68,81 / 100,00  | 4,32 |            |         |

### Lagoa
| Partido                 | Partido                        | Votos | %               | +/-  | Vereadores | +/-     |
| ----------------------- | ------------------------------ | ----- | --------------- | ---- | ---------- | ------- |
|                         | Partido Socialista             | 3 024 | 57,56 / 100,00  | 2,23 | 3 / 5      | Estável |
|                         | Partido Social Democrata       | 2 037 | 38,77 / 100,00  | 0,39 | 2 / 5      | Estável |
|                         | Coligação Democrática Unitária | 41    | 0,78 / 100,00   | 0,23 | 0 / 5      | Estável |
| Votos Inválidos         | Votos Inválidos                | 152   | 2,90 / 100,00   | 0,34 |            |         |
| Total                   | Total                          | 5 254 | 100,00 / 100,00 |      | 5 / 5      |         |
| Eleitorado/Participação | Eleitorado/Participação        | 8 856 | 59,33 / 100,00  | 9,13 |            |         |

### Lajes das Flores
| Partido                 | Partido                        | Votos | %               | +/-   | Vereadores | +/-     |
| ----------------------- | ------------------------------ | ----- | --------------- | ----- | ---------- | ------- |
|                         | Partido Social Democrata       | 640   | 64,65 / 100,00  | 10,72 | 4 / 5      | 1       |
|                         | Partido Socialista             | 190   | 19,19 / 100,00  | 15,26 | 1 / 5      | 1       |
|                         | Coligação Democrática Unitária | 127   | 12,83 / 100,00  | 6,88  | 0 / 5      | Estável |
| Votos Inválidos         | Votos Inválidos                | 33    | 3,33 / 100,00   | 1,42  |            |         |
| Total                   | Total                          | 990   | 100,00 / 100,00 |       | 5 / 5      |         |
| Eleitorado/Participação | Eleitorado/Participação        | 1 295 | 76,45 / 100,00  | 7,94  |            |         |

### Lajes do Pico
| Partido                 | Partido                        | Votos | %               | +/-   | Vereadores | +/-     |
| ----------------------- | ------------------------------ | ----- | --------------- | ----- | ---------- | ------- |
|                         | Partido Social Democrata       | 2 132 | 62,25 / 100,00  | 15,53 | 3 / 5      | 1       |
|                         | Partido Socialista             | 1 181 | 34,48 / 100,00  | 15,41 | 2 / 5      | 1       |
|                         | Coligação Democrática Unitária | 43    | 1,26 / 100,00   | 0,24  | 0 / 5      | Estável |
| Votos Inválidos         | Votos Inválidos                | 69    | 2,01 / 100,00   | 0,11  |            |         |
| Total                   | Total                          | 3 425 | 100,00 / 100,00 |       | 5 / 5      |         |
| Eleitorado/Participação | Eleitorado/Participação        | 4 480 | 76,45 / 100,00  | 8,19  |            |         |

### Madalena
| Partido                 | Partido                        | Votos | %               | +/-  | Vereadores | +/-     |
| ----------------------- | ------------------------------ | ----- | --------------- | ---- | ---------- | ------- |
|                         | Partido Social Democrata       | 1 928 | 54,07 / 100,00  | 8,13 | 3 / 5      | 1       |
|                         | Partido Socialista             | 1 512 | 42,40 / 100,00  | 7,29 | 2 / 5      | 1       |
|                         | Coligação Democrática Unitária | 38    | 1,07 / 100,00   | 0,78 | 0 / 5      | Estável |
| Votos Inválidos         | Votos Inválidos                | 88    | 2,47 / 100,00   | 0,05 |            |         |
| Total                   | Total                          | 3 566 | 100,00 / 100,00 |      | 5 / 5      |         |
| Eleitorado/Participação | Eleitorado/Participação        | 4 639 | 76,87 / 100,00  | 7,66 |            |         |

### Nordeste
| Partido                 | Partido                          | Votos | %               | +/-   | Vereadores | +/-     |
| ----------------------- | -------------------------------- | ----- | --------------- | ----- | ---------- | ------- |
|                         | Partido Social Democrata         | 2 174 | 64,90 / 100,00  | 17,55 | 4 / 5      | 1       |
|                         | PS-CDS-PP                        | 1 007 | 30,06 / 100,00  | -     | 1 / 5      | -       |
|                         | Coligação Democrática Unitária   | 40    | 1,19 / 100,00   | 0,46  | 0 / 5      | Estável |
|                         | Partido Democrático do Atlântico | 15    | 0,45 / 100,00   | -     | 0 / 5      | -       |
| Votos Inválidos         | Votos Inválidos                  | 114   | 3,40 / 100,00   | 1,10  |            |         |
| Total                   | Total                            | 3 350 | 100,00 / 100,00 |       | 5 / 5      |         |
| Eleitorado/Participação | Eleitorado/Participação          | 4 743 | 70,63 / 100,00  | 10,75 |            |         |

### Ponta Delgada
| Partido                 | Partido                      | Votos  | %               | +/-  | Vereadores | +/-  |
| ----------------------- | ---------------------------- | ------ | --------------- | ---- | ---------- | ---- |
|                         | Partido Social Democrata     | 12 955 | 51,98 / 100,00  | 7,99 | 5 / 9      | 2    |
|                         | PS-PCP-PEV-UDP-PDA           | 10 221 | 41,01 / 100,00  | Novo | 4 / 9      | Novo |
|                         | Partido Popular              | 830    | 3,33 / 100,00   | -    | 0 / 9      | -    |
|                         | Partido da Democracia Cristã | 214    | 0,86 / 100,00   | -    | 0 / 9      | -    |
| Votos Inválidos         | Votos Inválidos              | 701    | 2,81 / 100,00   | 0,28 |            |      |
| Total                   | Total                        | 24 921 | 100,00 / 100,00 |      | 9 / 9      | 2    |
| Eleitorado/Participação | Eleitorado/Participação      | 50 266 | 49,58 / 100,00  | 6,98 |            |      |

### Povoação
| Partido                 | Partido                          | Votos | %               | +/-   | Vereadores | +/-     |
| ----------------------- | -------------------------------- | ----- | --------------- | ----- | ---------- | ------- |
|                         | Partido Socialista               | 1 819 | 47,64 / 100,00  | 6,20  | 3 / 5      | 1       |
|                         | Partido Social Democrata         | 1 793 | 46,96 / 100,00  | 0,39  | 2 / 5      | 1       |
|                         | Coligação Democrática Unitária   | 77    | 2,02 / 100,00   | 0,13  | 0 / 5      | Estável |
|                         | Partido Democrático do Atlântico | 36    | 0,94 / 100,00   | 5,87  | 0 / 5      | Estável |
| Votos Inválidos         | Votos Inválidos                  | 93    | 2,44 / 100,00   | 0,86  |            |         |
| Total                   | Total                            | 3 818 | 100,00 / 100,00 |       | 5 / 5      |         |
| Eleitorado/Participação | Eleitorado/Participação          | 5 139 | 74,29 / 100,00  | 18,91 |            |         |

### Ribeira Grande
| Partido                 | Partido                          | Votos  | %               | +/-  | Vereadores | +/-     |
| ----------------------- | -------------------------------- | ------ | --------------- | ---- | ---------- | ------- |
|                         | Partido Social Democrata         | 5 197  | 50,71 / 100,00  | 0,30 | 4 / 7      | Estável |
|                         | Partido Socialista               | 4 380  | 42,74 / 100,00  | 4,20 | 3 / 7      | Estável |
|                         | Coligação Democrática Unitária   | 197    | 1,92 / 100,00   | 1,09 | 0 / 7      | Estável |
|                         | Partido Democrático do Atlântico | 164    | 1,60 / 100,00   | -    | 0 / 7      | -       |
| Votos Inválidos         | Votos Inválidos                  | 311    | 3,03 / 100,00   | 0,70 |            |         |
| Total                   | Total                            | 10 249 | 100,00 / 100,00 |      | 7 / 7      |         |
| Eleitorado/Participação | Eleitorado/Participação          | 18 323 | 55,94 / 100,00  | 6,75 |            |         |

### Santa Cruz da Graciosa
| Partido                 | Partido                  | Votos | %               | +/-   | Vereadores | +/- |
| ----------------------- | ------------------------ | ----- | --------------- | ----- | ---------- | --- |
|                         | Partido Social Democrata | 1 998 | 74,11 / 100,00  | 14,24 | 4 / 5      | 1   |
|                         | Partido Socialista       | 588   | 21,81 / 100,00  | 14,15 | 1 / 5      | 1   |
| Votos Inválidos         | Votos Inválidos          | 110   | 4,08 / 100,00   | 0,71  |            |     |
| Total                   | Total                    | 2 696 | 100,00 / 100,00 |       | 5 / 5      |     |
| Eleitorado/Participação | Eleitorado/Participação  | 4 187 | 64,39 / 100,00  | 3,86  |            |     |

### Santa Cruz das Flores
| Partido                 | Partido                        | Votos | %               | +/-   | Vereadores | +/-     |
| ----------------------- | ------------------------------ | ----- | --------------- | ----- | ---------- | ------- |
|                         | Partido Social Democrata       | 847   | 61,51 / 100,00  | 4,81  | 4 / 5      | Estável |
|                         | Coligação Democrática Unitária | 337   | 24,47 / 100,00  | 15,69 | 1 / 5      | 1       |
|                         | Partido Socialista             | 143   | 10,38 / 100,00  | 17,34 | 0 / 5      | 1       |
| Votos Inválidos         | Votos Inválidos                | 50    | 3,63 / 100,00   | 1,38  |            |         |
| Total                   | Total                          | 1 377 | 100,00 / 100,00 |       | 5 / 5      |         |
| Eleitorado/Participação | Eleitorado/Participação        | 2 054 | 67,04 / 100,00  | 7,08  |            |         |

### São Roque do Pico
| Partido                 | Partido                        | Votos | %               | +/-   | Vereadores | +/-     |
| ----------------------- | ------------------------------ | ----- | --------------- | ----- | ---------- | ------- |
|                         | Partido Social Democrata       | 1 162 | 52,89 / 100,00  | 15,37 | 3 / 5      | 1       |
|                         | Partido Socialista             | 926   | 42,15 / 100,00  | 13,67 | 2 / 5      | 1       |
|                         | Coligação Democrática Unitária | 50    | 2,28 / 100,00   | 1,47  | 0 / 5      | Estável |
| Votos Inválidos         | Votos Inválidos                | 59    | 2,68 / 100,00   | 0,23  |            |         |
| Total                   | Total                          | 2 197 | 100,00 / 100,00 |       | 5 / 5      |         |
| Eleitorado/Participação | Eleitorado/Participação        | 2 814 | 78,07 / 100,00  | 8,57  |            |         |

### Velas
| Partido                 | Partido                        | Votos | %               | +/-   | Vereadores | +/-     |
| ----------------------- | ------------------------------ | ----- | --------------- | ----- | ---------- | ------- |
|                         | Partido Social Democrata       | 2 089 | 72,26 / 100,00  | 26,25 | 5 / 5      | 3       |
|                         | Partido Popular                | 342   | 11,83 / 100,00  | -     | 0 / 5      | -       |
|                         | Partido Socialista             | 322   | 11,14 / 100,00  | -     | 0 / 5      | -       |
|                         | Coligação Democrática Unitária | 27    | 0,93 / 100,00   | 0,24  | 0 / 5      | Estável |
| Votos Inválidos         | Votos Inválidos                | 111   | 3,84 / 100,00   | 1,34  |            |         |
| Total                   | Total                          | 2 891 | 100,00 / 100,00 |       | 5 / 5      |         |
| Eleitorado/Participação | Eleitorado/Participação        | 4 417 | 65,45 / 100,00  | 6,10  |            |         |

### Vila do Porto
| Partido                 | Partido                        | Votos | %               | +/-  | Vereadores | +/-     |
| ----------------------- | ------------------------------ | ----- | --------------- | ---- | ---------- | ------- |
|                         | Partido Socialista             | 1 535 | 56,31 / 100,00  | 3,62 | 3 / 5      | Estável |
|                         | Partido Social Democrata       | 1 043 | 38,26 / 100,00  | 6,26 | 2 / 5      | Estável |
|                         | Partido Popular                | 82    | 3,01 / 100,00   | 1,19 | 0 / 5      | Estável |
|                         | Coligação Democrática Unitária | 21    | 0,77 / 100,00   | 0,42 | 0 / 5      | Estável |
| Votos Inválidos         | Votos Inválidos                | 45    | 1,65 / 100,00   | 1,03 |            |         |
| Total                   | Total                          | 2 726 | 100,00 / 100,00 |      | 5 / 5      |         |
| Eleitorado/Participação | Eleitorado/Participação        | 4 405 | 61,88 / 100,00  | 9,33 |            |         |

### Vila Franca do Campo
| Partido                 | Partido                          | Votos | %               | +/-  | Vereadores | +/-     |
| ----------------------- | -------------------------------- | ----- | --------------- | ---- | ---------- | ------- |
|                         | Partido Social Democrata         | 3 622 | 70,85 / 100,00  | 1,15 | 4 / 5      | Estável |
|                         | Partido Socialista               | 1 232 | 24,10 / 100,00  | 0,84 | 1 / 5      | Estável |
|                         | Coligação Democrática Unitária   | 78    | 1,53 / 100,00   | 0,58 | 0 / 5      | Estável |
|                         | Partido Democrático do Atlântico | 70    | 1,37 / 100,00   | 0,02 | 0 / 5      | Estável |
| Votos Inválidos         | Votos Inválidos                  | 110   | 2,15 / 100,00   | 0,25 |            |         |
| Total                   | Total                            | 5 112 | 100,00 / 100,00 |      | 5 / 5      |         |
| Eleitorado/Participação | Eleitorado/Participação          | 7 784 | 65,67 / 100,00  | 8,30 |            |         |

### Vila Praia da Vitória
| Partido                 | Partido                        | Votos  | %               | +/-  | Vereadores | +/-     |
| ----------------------- | ------------------------------ | ------ | --------------- | ---- | ---------- | ------- |
|                         | Partido Social Democrata       | 5 319  | 55,55 / 100,00  | 8,30 | 4 / 7      | 1       |
|                         | PS-CDS-PP                      | 3 712  | 38,77 / 100,00  | 9,91 | 3 / 7      | 1       |
|                         | Coligação Democrática Unitária | 268    | 2,80 / 100,00   | 0,95 | 0 / 7      | Estável |
| Votos Inválidos         | Votos Inválidos                | 276    | 2,88 / 100,00   | 0,66 |            |         |
| Total                   | Total                          | 9 575  | 100,00 / 100,00 |      | 7 / 7      |         |
| Eleitorado/Participação | Eleitorado/Participação        | 16 328 | 58,64 / 100,00  | 4,46 |            |         |